# Lumbrineris pectinifera
Lumbrineris pectinifera är en ringmaskart som beskrevs av Jean Louis Armand de Quatrefages de Bréau 1843. Lumbrineris pectinifera ingår i släktet Lumbrineris och familjen Lumbrineridae. Inga underarter finns listade i Catalogue of Life.